# A világ legnagyobb teherforgalmú repülőtereinek listája
Ez a szócikk a világ legnagyobb teherforgalmú repülőtereit sorolja fel a 2023-as forgalmuk alapján.

## 2023-as statisztika
A Nemzetközi Repülőterek Tanácsa  2024 áprilisában közzétett 2023-as előzetes adatai a következők:
| Helyezés | Repülőtér                                  | Kiszolgált város                                           | Kódok (IATA/ICAO) | Helyezés változása | Teljes forgalom (tonnában) | Változás százalékban |
| -------- | ------------------------------------------ | ---------------------------------------------------------- | ----------------- | ------------------ | -------------------------- | -------------------- |
| 1.       | Hongkongi nemzetközi repülőtér             | Chek Lap Kok, Új területek, Hongkong, Kína                 | HKG/VHHH          | Állandó            | 4 331 976                  | 3,2%                 |
| 2.       | Memphisi nemzetközi repülőtér              | Memphis, Shelby, Tennessee, Amerikai Egyesült Államok      | MEM/KMEM          | Állandó            | 3 881 211                  | 4,0%                 |
| 3.       | Sanghaj-Putungi nemzetközi repülőtér       | Putung, Sanghaj, Kína                                      | PVG/ZSPD          | 1                  | 3 440 084                  | 10,4%                |
| 4.       | Ted Stevens Anchorage nemzetközi repülőtér | Anchorage, Alaszka, Amerikai Egyesült Államok              | ANC/PANC          | 1                  | 3 380 374                  | 2,4%                 |
| 5.       | Incshoni nemzetközi repülőtér              | Jung, Incshon, Szöuli Fővárosi Terület, Dél-Korea          | ICN/RKSI          | 1                  | 2 744 136                  | 6,9%                 |
| 6.       | Louisville-i nemzetközi repülőtér          | Louisville, Jefferson, Kentucky, Amerikai Egyesült Államok | SDF/KSDF          | 1                  | 2 727 820                  | 11,1%                |
| 7.       | Miami nemzetközi repülőtér                 | Miami, Florida, Amerikai Egyesült Államok                  | MIA/KMIA          | 1                  | 2 525 591                  | 1,0%                 |
| 8.       | Hamad nemzetközi repülőtér                 | Doha, Katar                                                | DOH/OTHH          | 3                  | 2 355 503                  | 1,5%                 |
| 9.       | Los Angeles-i nemzetközi repülőtér         | Los Angeles, Kalifornia, Amerikai Egyesült Államok         | LAX/KLAX          | Állandó            | 2 130 835                  | 14,9%                |
| 10.      | Taojüan nemzetközi repülőtér               | Dayuan, Taoyuan, Tajvan                                    | TPE/RCTP          | 3                  | 2 112 988                  | 16,8%                |

## Lásd még
- Repülőterek listája